# ソマリランドの行政区画

ソマリランドの地図

ソマリランドの行政区画（ソマリランドのぎょうせいくかく）は、6州または地域と、その下位区画である101の地区/県から成り立つ。また首都ハルゲイサは行政区画を定めた法律とは別の独自の法律（首都法）を持っている。ソマリランド政府によって名づけられた各州の名称及び州境は、ソマリア政府が定義した名称及び州境とは一部異なっている（ソマリア政府の定義した行政区画は独立前の行政区画を参照）。

## 概要
ソマリランドはソマリア内戦早々の1991年に、地元氏族イサックが旧イギリス領ソマリランドのソマリアからの分離独立を宣言してできた国である。ただし、実質的に独立したのはイサック氏族の居住地域のみであった。旧イギリス領ソマリランドの東部には別の氏族ダロッドが住んでおり、そのさらに東部と合わせてダロッド氏族の国プントランドとして1998年にソマリアから分離独立した。プントランドとは国境をめぐって対立しており、ソマリランドが主張する領土の一部をプントランドは実効支配している（→国境紛争）。また、紛争地域ではソマリランド政府の統治が及ばず完全に自立している地区や、ソマリランドとプントランドに両属している地区もある。現地住民によって独立国家が建国された事例も数件起きている（→住民の独立宣言）。
独立宣言後のソマリランドは6つの州（Region）に分けられていた（→独立後の行政区画）。2008年3月22日、ダヒル・リヤレ・カヒン大統領は、これを再編し12州に再分割すると発表した。2008年5月15日、さらに1つの州を追加すると発表した。この13番目の州はハウド州と名付けられた。2014年7月6日、アフメッド・シランヨ大統領はハイシモ州の新設を発表し、全部で14州となった。下位区画の地区の新設も相次いだ（→2008年以降の行政区画）。
ただしカレン、シランヨの両大統領が設置した州と一部の地区は議会が承認せず、2019年に可決された地方自治体法（Lr. 23/2019、以下2019年地方自治体法と表記）には「ソマリランドは6州に分割される（同法第9条）」と記述されている。2019年地方自治体法は、2020年1月4日より施行された。

## 現在の行政区分

### 州

ソマリランドの州

2019年地方自治体法によると、ソマリランドは6つの州（地域とも、ソマリ語: Gobol、アラビア語: مناطق、英語: Region）に分けられる。州の区域はソマリア時代ではなく、イギリス領ソマリランドおよびソマリランド国時代の行政区画を基にしている。
| 州名                   | ソマリ語名   | アラビア語名 | 英語表記例 | 州都         | 陸上面積 (km2) | 人口 (2019) | 地区数 |
| ---------------------- | ------------ | ------------ | ---------- | ------------ | -------------- | ----------- | ------ |
| マローディ・ジェーハ州 | Maroodi Jeex | وقويي جالبيد | Marodi Jeh | ハルゲイサ   | 16,138         | 1,141,527   | 19     |
| トゲアー州             | Togdheer     | توجدير       | Togdheer   | ブラオ       | 25,667         | 684,407     | 22     |
| サナーグ州             | Sanaag       | سناج         | Sanaag     | エリガボ     | 48,747         | 562,067     | 19     |
| アウダル州             | Awdal        | أودال        | Awdal      | ボラマ       | 11,202         | 724,572     | 12     |
| スール州               | Sool         | صول          | Sool       | ラス・アノド | 24,465         | 360,431     | 21     |
| サヒル州               | Saaxil       | ساحل         | Sahil      | ベルベラ     | 11,381         | 251,384     | 8      |

面積はソマリランドが主張する領土の値で、人口はソマリア時代の行政区画から算出した推定値である（#独立前の行政区画を参照）。

### 地区（県）
州の下には101の地区または県（Degmo、مقاطعة、District）が設置されている。各地区は人口・予算・経済規模に応じてA、B、C、Dの4段階に格付けされている。最高はA級。州都がある地区は必ずA級になる（地方自治体法第9条）。地区が最も多い州はトゲアー州で、逆に最も少ないのはサヒル州である。
表記はソマリ語版2019年地方自治体法に従った。カッコ内は英語の表記例。
| マローディ・ジェーハ州（19地区） - A級（2地区） - ハルゲイサ地区（Hargeysa (Hargeisa)） - ガビレイ地区（Gabiley） - B級 - 該当なし。 - C級（2地区） - バリグバドレ（Baligubad） - サラレイ地区（Salaxley (Salahlay)） - D級（15地区） - ファラウェイン（Faraweyne） - サバワナーグ（Sabawanaag） - カダドレー（Cadaaley） - ダーラサラーム（Daarasalaam） - アライバデイ（Allaybaday） - Bali-Maataan - ラース・ゲール（Laas-Geel） - Wajaale - Agabar - Geed-Balaadh - Arabsiyo - バーブダク（Dacarta (Da'ar buduq)） - Gumburaha - Saylab-barri - Bali-cabane | トゲアー州（22地区） - A級（1地区） - ブラオ地区（Burco (Burao)） - B級（2地区） - オドウェイン地区（Oodweyne） - ブーホードレ地区（Buuhoodle (Buhoodle)） - C級 - 該当なし。 - D級（19地区） - デュルクシ（Duruqsi） - ハサンゲール（Sh. Xasan Geele） - クオリャレ（Qoryaale (Qoryale)） - War-cimraan - Qoyta - Waraabeeye - Qori-lugud - Riyo-xidho - Rayadab-khaatumo - Nasiye - Kalbar - Fiqi-ayuub - ガボ＝ガボ（Gabo-gabo） - Dhoqoshay - Haro-sheekh - Xaaji Saalax - Masalaha Gorad - Xamar lagu xidh - Widh-widh | サナーグ州（19地区） - A級（1地区） - エリガボ地区（Ceerigaabo (Erigavo)） - B級（2地区） - バハン地区（Badhan） - エル・アフウェイン地区（Ceel-afweyn (El Afweyn)） - C級（3地区） - ラス・コレー地区（Laas-qoray (Las Khorey)） - ダハール地区（Dhahar） - ガラダグ（Gar-adag） - D級（13地区） - Xiingalool (Hingalol) - メイト（Maydh） - ダラーウェイン（Dararweyne） - フィキウィエ地区（Fiqi-fuliye） - ヘイス（Xiis (Heis)） - ユッベ (Yube) - Yufle - Huluu - Gudmo-biyo Cas - エル・アヨ (Ceelaayo, El Ayo) - Laasa-surad - Aw-boogays - Goof-badarsalaam |

| アウダル州（12地区） - A級（1地区） - ボラマ地区（Boorame (Borama)） - B級（1地区） - ゼイラ地区（Saylac (Zeila)） - C級（2地区） - バキ地区（Baki） - ルーガヤ地区（Lughaya） - D級（8地区） - ディラ地区（Dilla） - ブーン（Boon） - Xariirad (Harirad) - Garbo-dadar - クリジェード（Quljeed） - Xeego - Cali-xaydh - Magaalo-cad | スール州（21地区） - A級（1地区） - ラス・アノド地区（Laas-caanood (Las Anod)） - B級 - 該当なし。 - C級（3地区） - アイナバ地区（Caynaba (Aynaba)） - タレー地区（Taleex (Taleh)） - フドゥン地区（Xudun (Hudun)） - D級（17地区） - War-Idaad - Ceelal - Dhanaano - Oog - Ceegaag - Wadaamo goo - Xalin (Halin) - ボカメ地区（Boocame (Bo'ame)） - ヤゴリ（Yagoori (Yagori)） - Kala-baydh - Dharkayn geeye - Adhicadeeye (Adhi'adeye) - ボホル (Bohol) - Sarmaanyo - Shaxda - God-aalo - Caroolay | サヒル州（8地区） - A級（1地区） - ベルベラ地区 - B級 - 該当なし。 - C級（1地区） - シェイク地区 - D級（6地区） - マデラ（Mandhere） - ブルハー（Bulaxaar (Bulhar)） - ハガル（Xagal (Hagal)） - Laas-ciidle (Las Idle) - Go'dawayn - Laasa-dawaco |

## 変遷

### イギリス領・独立時代

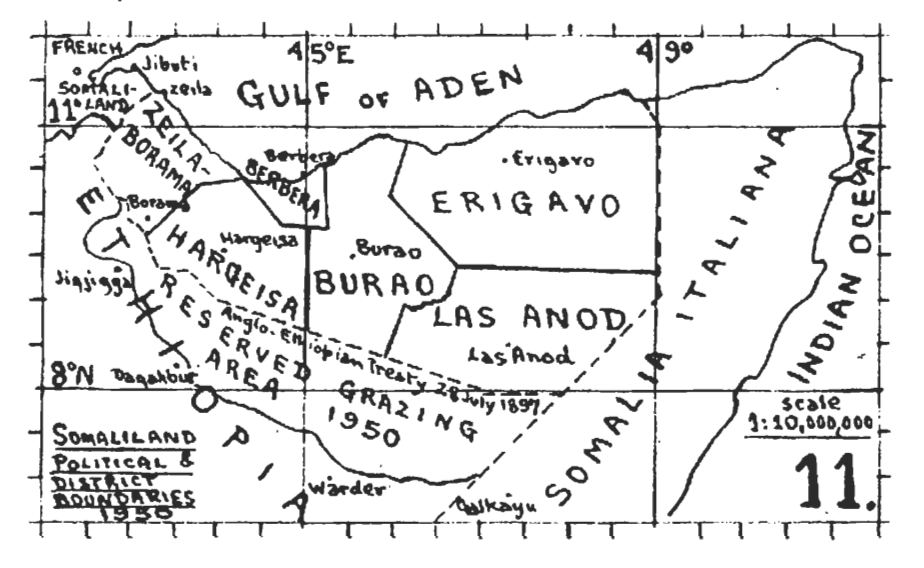
イギリス領ソマリランドの地区（1950年）

イギリス領ソマリランド（1884年 - 1960年6月26日）の地方行政は、主に1953年制定の地方自治体条例によって定められた。条例では、1944年より ソマリランドを分割していた6つの地区（District）に評議会を設置した。条例はソマリランド国（1960年6月26日 - 7月1日）として独立した後も引き続き使用された。1960年7月1日のイタリア領ソマリランドとの統合時には以下の6地区があった。
- ベルベラ（Berbera）
- ボラマ（Borama）
- ブラオ（Burao）
- エリガボ（Erigavo）
- ハルゲイサ（Hargeisa）
- ラス・アノド（Las Anod）

評議会（首府）は同名の都市に置かれた。この6区域は1991年の再独立後に設置された州に継承され、評議会が置かれた6都市を首府とした6州制となっている。

### ソマリア時代

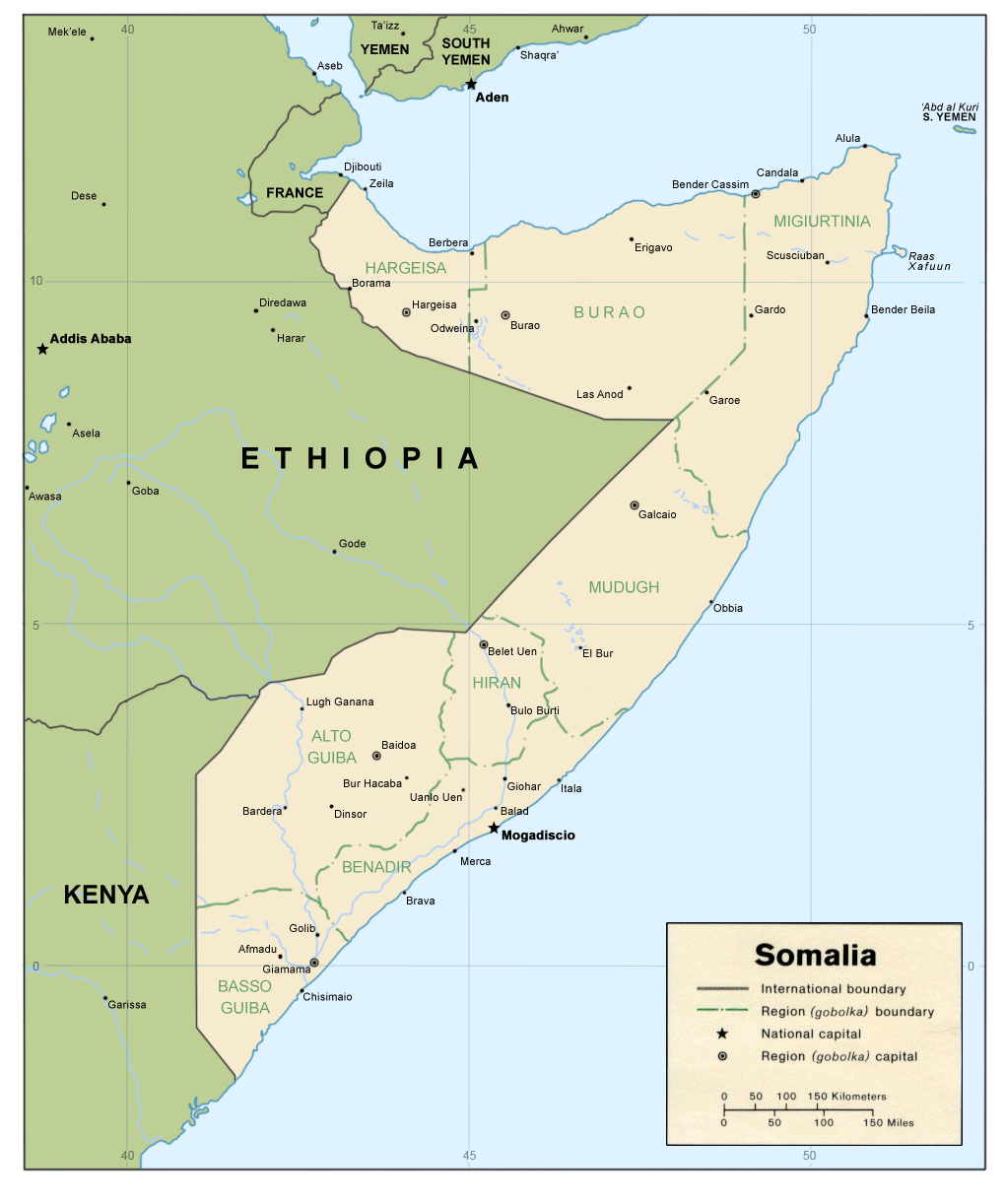
1969年のソマリアの行政区画

1960年7月1日、ソマリランド国はイタリア領ソマリランドと合邦し、改めてソマリア共和国として独立した。これ以降旧イギリス領は「北部地域」、首都モガディシュのある旧イタリア領は「南部地域」と呼ばれる。1962年6月14日、旧イギリス領の6地区は2州（Region）に再編された。なお旧イタリア領を構成していた6地区はそのまま州へ移行している。
- 北東部州（またはブラオ州）：ブラオ、エリガボ、ラス・アノドの各地区が合併。人口は33万人（1961年推定）、面積は12.8万平方キロメートル。
- 北西部州（またはハルゲイサ州）：ベルベラ、ボラマ、ハルゲイサの各地区が合併。人口は27万人（同上）、面積は4.8万平方キロメートル。

続いて1963年8月14日の「地方行政および地方議会選挙法」が制定され、地区（District、イギリス領時代のものとは異なる）評議会が設置された。1967年2月8日に州および地区の組織を定めた法令では、州 - 地区の2層構造が確立された。
1969年10月21日、モハメド・シアド・バーレ少将による軍事クーデターが発生。政権を奪取したバーレは、1972年6月8日の「地方政府改革法」で州や地区といったあらゆる地方自治体を政府の直轄下に置き、1977年2月3日の法令で一党独裁の社会主義に基づいた地方支配体制を樹立した。またバーレ政権は1982年までに全国の州を再編し、北部地域の2州は北部ガルベード州、トゲアー州、サナーグ州に分割された。1984年6月、北部ガルベード州からアウダル州が、ヌガール州（旧イタリア領）からスール州が分離した（ただしこの2州の追加は実施されなかったとする説が存在する）。オガデン戦争（1977年 - 1988年）では当時の人口と同じ数の難民（推定で130万人）が北部地域に押し寄せ、統治機構は麻痺状態にあったという。

#### 独立前の行政区画

ソマリア時代の地区

次の表は1991年1月にバーレ政権が崩壊する直前の、北部地域（旧イギリス領）のソマリアの行政区画である。ソマリランドの独立は国際的に承認されておらず、ソマリアの一部として扱われているため、実態はないものの現在でも様々な機関で使用され続けている。
北部地域は5州に分割されていた。地区は資料によって数にばらつきが存在するため、ここでは国際連合人道問題調整事務所（OCHA）の資料に従い、18地区とした。
| 州               | 州都         | 面積 (km2) | 人口 (2019年) | 地区                   | 地区人口 (2019年) | ソマリランドの行政区画 との重複 |
| ---------------- | ------------ | ---------- | ------------- | ---------------------- | ----------------- | ------------------------------- |
| アウダル州       | ボラマ       | 21,374     | 724,572       | ボラマ地区             | 453,434           | アウダル州                      |
| アウダル州       | ボラマ       | 21,374     | 724,572       | バキ地区               | 99,157            | アウダル州                      |
| アウダル州       | ボラマ       | 21,374     | 724,572       | ルーガヤ地区           | 99,157            | アウダル州                      |
| アウダル州       | ボラマ       | 21,374     | 724,572       | ゼイラ地区             | 72,825            | アウダル州                      |
| 北部ガルベード州 | ハルゲイサ   | 28,836     | 1,321,525     | ハルゲイサ地区         | 1,044,086         | マローディ・ジェーハ州          |
| 北部ガルベード州 | ハルゲイサ   | 28,836     | 1,321,525     | ガビレイ地区           | 97,441            | マローディ・ジェーハ州          |
| 北部ガルベード州 | ハルゲイサ   | 28,836     | 1,321,525     | ベルベラ地区           | 179,997           | サヒル州                        |
| トゲアー州       | ブラオ       | 38,663     | 755,794       | シェイク地区           | 71,387            | サヒル州                        |
| トゲアー州       | ブラオ       | 38,663     | 755,794       | ブラオ地区             | 498,249           | トゲアー州                      |
| トゲアー州       | ブラオ       | 38,663     | 755,794       | ブーホードレ地区       | 98,773            | トゲアー州                      |
| トゲアー州       | ブラオ       | 38,663     | 755,794       | オドウェイン地区       | 87,386            | トゲアー州                      |
| スール州         | ラス・アノド | 25,036     | 360,431       | ラス・アノド地区       | 226,940           | スール州                        |
| スール州         | ラス・アノド | 25,036     | 360,431       | アイナバ地区           | 46,901            | スール州                        |
| スール州         | ラス・アノド | 25,036     | 360,431       | タレー地区             | 53,457            | スール州                        |
| スール州         | ラス・アノド | 25,036     | 360,431       | フドゥン地区           | 33,133            | スール州                        |
| サナーグ州       | エリガボ     | 53,374     | 562,067       | エリガボ地区           | 195,781           | サナーグ州                      |
| サナーグ州       | エリガボ     | 53,374     | 562,067       | エル・アフウェイン地区 | 113,789           | サナーグ州                      |
| サナーグ州       | エリガボ     | 53,374     | 562,067       | ラス・コレー地区       | 252,497           | サナーグ州                      |

- 人口値は国内避難民（IDP）を含めた推定の総人口である。
- 北部ガルベード州のソマリ語名はWoqooyi Galbeedで、オコーイ・ガルベードと読む。ガルベードはソマリ語で「西部」という意味で、州名をすべて直訳すると「北西部州」になる。
- 2000年にソマリア平和会議の資料では、サナーグ州はバハン地区とダハール地区を加えた5地区となっている[19]。
- ラス・コレー地区はバハン地区と表記されることがある[20]。またラス・コレー/バハンといった併記が行われる例もある[21]。なおラス・コレーとバハンは隣接している[22]。

### 1991年 - 2002年
北部地域を制圧したソマリ国民運動は1991年5月24日に旧ソマリランド国の復活ソマリアからの独立宣言を行い、ソマリランド共和国が建国された。1993年の「内務省の構造および州・地区を定めた法令」によって、ソマリランド国時代から引き継いだ6州と、ソマリア時代の18地区およびソマリランド政府が設置した1地区の合計19地区に区分された。また地区の格付けが行われるようになった。地区は独立後に23地区が大統領令によって作成されたが、地区の基準を満たしていないとしてほぼ全ての地区を議会は承認しなかった。1993年までに議会で承認され、同法に記載されたのはバリグバドル地区のみであった。
北部ガルベード州のベルベラ地区は大統領令によってサヒル州となり、1998年にトゲアー州からシェイク地区を編入した。
内務省の構造および州・地区を定めた法律（1993年）による行政区画

| - アウダル州 - ボラマ地区：A - バキ地区：C - ルーガヤ地区：C - ゼイラ地区：B | - 北部ガルベード州（ハルゲイサ州） - ハルゲイサ地区：A - ガビレイ地区：B - バリグバドル地区：C、新設 | - サヒル州（新設） - ベルベラ地区：A - シェイク地区：C、1998年以降 |

| - トゲアー州 - シェイク地区：C、1998年にサヒル州へ移管 - ブラオ地区：A - ブーホードレ地区：B - オドウェイン地区：B | - スール州 - ラス・アノド地区：A - アイナバ地区：C - タレー地区：C - フドゥン地区：C | - サナーグ州 - エリガボ地区：A - エル・アフウェイン地区：B - ラス・コレー地区（またはバハン地区）：B |

独立後に作成され、1993年までに議会が承認しなかった地区
これらの地区は2007年の地方自治体法改正によって準地区（暫定行政地区）に分類され、承認されるまで州の直轄下に置かれるようになった。
| 地域                              | 地区                     |
| --------------------------------- | ------------------------ |
| 北部ガルベード州 （ハルゲイサ州） | ファラウェイン地区       |
| 北部ガルベード州 （ハルゲイサ州） | サバワナーグ地区         |
| 北部ガルベード州 （ハルゲイサ州） | カダドレー地区           |
| 北部ガルベード州 （ハルゲイサ州） | ダーラサラーム地区       |
| 北部ガルベード州 （ハルゲイサ州） | アライバデイ地区         |
| 北部ガルベード州 （ハルゲイサ州） | ダカー・ブハク地区       |
| 北部ガルベード州 （ハルゲイサ州） | サラレイ地区（後に承認） |
| トゲアー州                        | デュルクシ地区           |
| トゲアー州                        | ハサンゲール地区         |
| トゲアー州                        | クオリャレ地区           |
| アウダル州                        | ディラ地区               |
| サヒル州                          | ブルハー地区             |
| サヒル州                          | マデラ地区               |
| サヒル州                          | ハガル地区               |
| サナーグ州                        | メイト地区               |
| サナーグ州                        | ヘイス地区               |
| サナーグ州                        | ダラウェイン地区         |
| サナーグ州                        | フィキウィエ地区         |
| スール州                          | ボカメ地区               |
| スール州                          | ヤゴリ地区               |

### 2002年 - 2008年
以下の区分は2002年に定められ、2007年に改正されたソマリランド法「地域および地区の法律23」によるものである。地区ランクによって、地方議会の議員定数や議会の期間と頻度が定められている。ただし、一部の地区（例えばマルーディ・ジークス地域のアライバデイ地区）などは1991年制定法との整合性のために残されているだけであり、実質的には別の地域（アライバデイであればマルーディ・ジークス地域ガビレイ地区）として扱われることが多い。1993年までに議会で承認されなかった19地区（後に承認されたサラレイ地区を除く）は準地区（暫定行政地区）と呼ばれ、基準を満たし議会が承認するまで州の直轄下に置かれた（2007年改正 付録23より）。各地区の構成都市の内、太字の都市がその地区の行政中心都市である。各地域の一番上の地区の行政中心都市が、その地域の行政中心都市を兼ねる。（例えばトゲアー地域の行政中心都市はブラオである。）
2002年の法律では、首都ハルゲイサに特別な法律（首都法）を制定することが盛り込まれた。のちに首都法は議会で承認され、2007年の改正より北部ガルベード州（Woqooyi Galbeed、北西部州またはハルゲイサ州）はマローディ・ジェーハ州（Maroodi Jeex）へ改称された（1章第2条）。また2007年の改正でマローディ・ジェーハ州にバーブダク地区が追加された。2008年3月以降は法律によらず大統領令によって州・地区は追加されたが、2020年1月に「2019年地方自治体法」が施行されるまで同法は有効であった。
| 地域                   | 地区                   | 地区ランク     | 構成都市(一部、太字は行政中心都市) |
| ---------------------- | ---------------------- | -------------- | ---------------------------------- |
| マローディ・ジェーハ州 |                        |                |                                    |
| ハルゲイサ地区         | A                      | ハルゲイサ     |                                    |
| ガビレイ地区           | A                      | ガビレイ       |                                    |
| バリグバドル地区       | C                      | バリグバドル   |                                    |
| サラレイ地区           | C                      | サラレイ       |                                    |
| ファラウェイン地区     | C                      | ファラウェイン |                                    |
| サバワナーグ地区       | D                      | サバワナーグ   |                                    |
| カダドレー地区         | D                      | カダドレー     |                                    |
| ダーラサラーム地区     | D                      | ダーラサラーム |                                    |
| アライバデイ地区       | D                      | アライバデイ   |                                    |
| バーブダク地区         | D                      | バーブダク     |                                    |
| トゲアー州             |                        |                |                                    |
| ブラオ地区             | A                      | ブラオ         |                                    |
| オドウェイン地区       | B                      | オドウェイン   |                                    |
| ブーホードレ地区       | B                      | ブーホードレ   |                                    |
| デュルクシ地区         | D                      | デュルクシ     |                                    |
| ハサンゲール地区       | D                      | ハサンゲール   |                                    |
| クオリャレ地区         | D                      | クオリャレ     |                                    |
| サナーグ州             | エリガボ地区           | A              | エリガボ                           |
| サナーグ州             | エル・アフウェイン地区 | B              | エル・アフウェイン                 |
| サナーグ州             | バハン地区             | B              | バハン, エルブー                   |
| サナーグ州             | ラス・コレー地区       | C              | ラス・コレー, ハバルシロ           |
| サナーグ州             | ダハール地区           | B              | ダハール                           |
| サナーグ州             | ガラダグ地区           | B              | ガラダグ                           |
| サナーグ州             | メイト地区             | B              | メイト                             |
| サナーグ州             | ダラウェイン地区       | B              | ダラーウェイン                     |
| サナーグ州             | フィキウィエ地区       | B              | フィキフリエ                       |
| サナーグ州             | ヘイス地区             | B              | ヘイス                             |
| アウダル州             | ボラマ地区             | A              | ボラマ                             |
| アウダル州             | バキ地区               | C              | バキ                               |
| アウダル州             | ゼイラ地区             | B              | ゼイラ                             |
| アウダル州             | ルーガヤ地区           | C              | ルーガヤ                           |
| アウダル州             | ディラ地区             | D              | ディラ                             |
| スール州               | ラス・アノド地区       | A              | ラス・アノド                       |
| スール州               | アイナバ地区           | C              | アイナバ                           |
| スール州               | タレー地区             | C              | タレー                             |
| スール州               | フドゥン地区           | C              | フドゥン                           |
| スール州               | ボカメ地区             | D              | ボアメ                             |
| スール州               | ヤゴリ地区             | D              | ヤゴリ                             |
| サヒル州               | ベルベラ地区           | A              | ベルベラ                           |
| サヒル州               | シェイク地区           | C              | シェイク                           |
| サヒル州               | マデラ地区             | D              | マデラ                             |
| サヒル州               | ブルハー地区           | D              | ブルハー                           |
| サヒル州               | ハガル地区             | D              | ハガル                             |

### 2008年 - 2020年

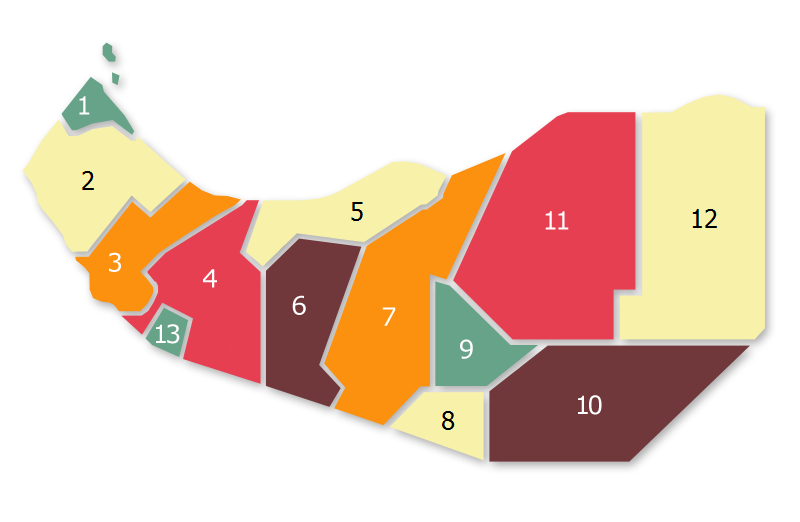
2008年5月15日の行政区分

2008年3月22日、カヒン大統領は6州と16地区の新設を発表 し、12州57地区となる。同年5月15日にはハウド州が追加され 合計は13州81地区（2010年時点）となった。
後任のシランヨ大統領は2014年7月6日にハイシモ州と関連する4地区の設置を決定し、14州86地区となった（2015年時点）。地区はこの後も新設が相次ぎ、総数は百を超えた。
しかし新しい8つの州と一部の地区は議会によって承認されず、2020年1月4日の「2019年地方自治体法」施行によって6州101地区へ差し戻された。
| 地図番号 | 州                     | ソマリア語              | 英語表記例      | 行政中心地   | 備考                                                         |
| -------- | ---------------------- | ----------------------- | --------------- | ------------ | ------------------------------------------------------------ |
| 1        | サラル州               | Salal                   | Salal           | ゼイラ       | アウダル州より分離。                                         |
| 2        | アウダル州             | Awdal                   | Awdal           | ボラマ       |                                                              |
| 3        | ガビレイ州             | Gabiley                 | Gabiley         | ガビレイ     | マローディ・ジェーハ州より分離。                             |
| 4        | マローディ・ジェーハ州 | Maroodi Jeex            | Marodi Jeh      | ハルゲイサ   |                                                              |
| 5        | サヒル州               | Saaxil                  | Sahil           | ベルベラ     |                                                              |
| 6        | オドウェイン州         | Codweyne (Daadmadheedh) | Oodweyne        | オドウェイン | トゲアー州より分離。2016年よりDaadmadheedhと表記されている。 |
| 7        | トゲアー州             | Togdheer                | Togdheer        | ブラオ       |                                                              |
| 8        | ブーホードレ州         | Buhoodle (Cayn)         | Buuhoodle (Ayn) | ブーホードレ | トゲアー州より分離。プントランドが実効支配                   |
| 9        | サラール州             | Saraar                  | Sarar           | カイナバ     |                                                              |
| 10       | スール州               | Sool                    | Sool            | ラス・アノド | スール州より分離。プントランドから取得                       |
| 11       | サナーグ州             | Sanaag                  | Sanaag          | エリガボ     | プントランドから取得                                         |
| 12       | バハン州               | Badhan                  | Badhan          | バハン       | サナーグ州より分離。プントランドが実効支配                   |
| 13       | ハウド州               | Hawd                    | Hawd            | バリグバドレ | 2008年5月、マローディ・ジェーハ州より分離。                  |
| 14       | ハイシモ州             | Xaysimo                 | Haysimo         | タレー       | 2014年、スール州より分離。地図には表示されていない。         |

## 領土問題

### 国境紛争

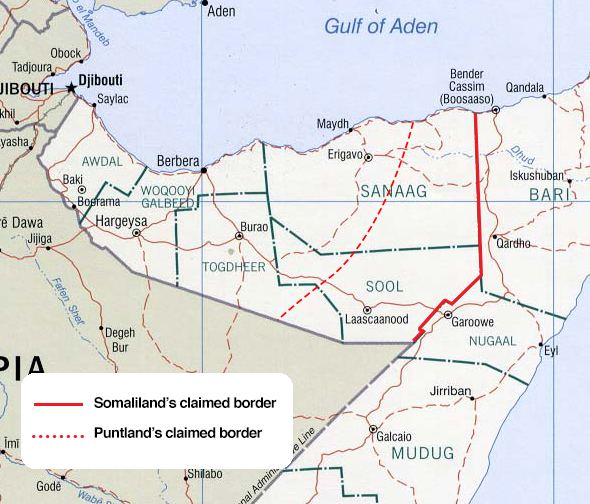
双方が主張する国境線を示した地図
実線：ソマリランドが主張する国境
破線：プントランドが主張する国境

ソマリランドと東に位置する「隣国」のプントランドとは、スール州、サナーグ州、トゲアー州東部のブーホードレ地区（別名アイン地区）をめぐって対立している。論争となっている地域はSSC地域と総称される（Sool, Sanaag, Cayn）。なおプントランドは2004年以降ソマリア政府に協力的で、将来の統合に関しても賛同している一方で、ソマリランドはソマリアからの分離独立を望んでいるため一種のイデオロギーの対立とも考えられる。
プントランドは1998年、ソマリ族の5大氏族のひとつダロッドが建国した「国家」である。プントランドはダロッドの民族統一主義を掲げ、ダロッドが多く住むSSC地域の領有権を主張した。一方のソマリランドは、歴史的にイギリス領ソマリランドに含まれていた地域として反対した。建国当初はお互い自国の氏族（ダロッド・イサック）の居住地域が実質的な領土となっており、例えばスール州は大部分がダロッド（＝プントランド領）だった。2003年にプントランド軍がSSC地域に侵攻したことからソマリランド軍と戦闘となり、本格的な紛争に発展した。それ以降散発的ではあるが各地で戦闘は起きており、「国境線」は何度か変化している。例えば2007年10月のラス・アノドの戦いではプントランドが支配するスール州ラス・アノドを、2018年1月のトゥカレクの戦いでは同じくプントランドが支配するスール州トゥカレクをソマリランドが攻撃し、それぞれ「奪還」している。スール州ではトゥカレクの戦い以降、非公式の停戦状態に入っている。仲介には政府間開発機構（IGAD）とアフリカ連合ソマリアミッション（AMISOM）が関与した。
SSC地域の統治方法は様々で、ブーホードレ（アイン）のように両国が強固に実効支配せず事実上現地住民による自治が行われている場所も存在する。また現地住民同士の氏族・支族間争いや、国境紛争への不満から独立宣言（後述）を行うといった事例が起きている。そのためSSC地域には明確な勢力図がなく、両国に属さない紛争地域として扱われることがある。
余談だがサナーグ州とスール州には石油が眠っていると予測されており、実際にプントランドは試採掘を行った（プントランドにおける石油採掘を参照）。2008年にソマリア政府が制定した石油規制法では「1991年以降ソマリアで政府を自称した団体と署名した石油関連の協定はすべて無効」とし、ソマリアの石油の権利は中央政府が持つとされた。しかし現状は守られておらずソマリランド・プントランドは勝手に採掘権を行使している。またSSC地域の石油は双方が自国領として主張し独自の石油採掘区を定めているため、区域の重複や採掘権問題に現地の地方自治体や石油企業が頭を悩ませている。

### 住民の抵抗
ソマリランドはソマリアからの独立を目指しているため、ソマリア残留を望む一部住民によって自治または独立宣言が行われることがある。またこれとは別に、前述の国境紛争に耐えかねたSSC地域の住民によって行われていることもある。宣言後ソマリランド本国では当局によって直ぐに鎮圧されたが、紛争地域のSSC地域では数年間に渡って独立を維持したケースがある。以下はソマリランドが主張する領土内に存在した「独立国家」の一覧である。
| 旗           | 国名                       | ラテン文字表記   | 成立年        | 消滅年         | 成立場所 (首都)                | 説明 |
| ------------ | -------------------------- | ---------------- | ------------- | -------------- | ------------------------------ | --- |
|              | アウダルランド             | Awdalland        | 2010年        | 2011年?        | アウダル州 (ボラマ)            | 2009年に独立計画が発表され、2010年にアウダル州で独立宣言。ソマリアへ帰属を要求。2011年ごろにソマリランドがアウダル州を平定し、その際に消滅したとみられる。                  |
|              | チャツモ国                 | Khaatumo         | 2012年1月12日 | 2017年10月20日 | SSC地域 (ターレ、ラス・アノド) | SSCソマリアを前身とする。ソマリアへ帰属を要求し、一時期ではあるがソマリア政府から承認されたことがある。ソマリランド政府との長期交渉の末、ソマリランドへ吸収された。         |
|              | マーヒル                   | Maakhir          | 2007年7月1日  | 2009年1月11日  | SSC地域 (バハン)               | プントランドより独立宣言。SSC地域北部（サナーグ州）を領土とし、ノースランド国の北にあった。プントランドと復帰交渉を行い、2009年選挙への参加を条件にプントランドへ復帰した。 |
| ソマリアの旗 | ノースランド国             | Northland        | 2008年5月1日  | 2009年1月11日  | SSC地域 (ラス・アノド)         | SSC地域南部（スール州）で建国。首都ラス・アノドはソマリランドの実効支配下にあり、議会は一度も開かれなかった。有力支族が2009年プントランド選挙に参加したことにより瓦解した。 |
|              | ゼイラ・アンド・ルーガヤ国 | Saylac & Lughaya | 2012年2月7日  | 2012年         | アウダル州 (ゼイラ)            | 2011年に建国され、2012年2月7日に独立を宣言。当初は ゼイラ国と名乗っていたが、後にルーガヤが加わった。ソマリアへの帰属を要求したが、すぐにソマリランドに鎮圧された。         |
|              | SSCソマリア                | Sool Sanaag Cayn | 2010年        | 2012年1月12日  | SSC地域 (ラス・アノド)         | ノースランド国崩壊後に誕生。公式の首都はラス・アノドだったが、実際はブーホードレであった。2012年にチャツモ国へ発展解消。                                                    |

- サヒランド（Saaxiland）：2014年にエリガボを首都として独立宣言[31]。一方、2018年2月17日にベルベラの開発に反対した政治家のサレバン・イブラヒム・モハマドが独立宣言した国もサヒランドと呼ばれている[32]。モハマドはソマリランド警察に逮捕されたことで後者は消滅したとみられるが、前者の情報は乏しく両者の関係性は不明である。

なお内戦勃発後のソマリアではこういった「独立国家」が各地で誕生しており、ソマリランドやプントランドは最たる例である。